# Lustra
Lustra è un comune italiano di 1 010 abitanti della provincia di Salerno in Campania.

## Geografia fisica

### Territorio
- Classificazione sismica: zona 3 (sismicità bassa), Ordinanza PCM. 3274 del 20/03/2003.

### Clima
La stazione meteorologica più vicina è quella di Casal Velino. In base alla media trentennale di riferimento 1961-1990, la temperatura media del mese più freddo, gennaio, si attesta a +8,7 °C; quella del mese più caldo, agosto, è di +25,7 °C.

## Storia
Dal 1811 al 1860 ha fatto parte del circondario di Torchiara, appartenente al Distretto di Vallo del Regno delle Due Sicilie.
Dal 1860 al 1927, durante il Regno d'Italia ha fatto parte del mandamento di Torchiara, appartenente al Circondario di Vallo della Lucania.

## Monumenti e luoghi d'interesse
Castello baronale nella frazione di Rocca Cilento, sottoposto a restauro negli anni sessanta a cura di Ruggero Moscati.

## Società

### Evoluzione demografica
Abitanti censiti

## Infrastrutture e trasporti

### Strade
- Strada statale 18 Tirrena Inferiore.
- Strada provinciale 46 Innesto SS 18 (Rutino) - Innesto SP 15 (Galdo).
- Strada provinciale 112 Innesto SS 18 (Rutino) - Lustra.
- Strada provinciale 116 Innesto SS 18 (Omignano Scalo) - Innesto SP 15 (Stella Cilento).
- Strada provinciale 221 Innesto SP 46 (San Martino) - Rocca Cilento.
- Strada provinciale 430 Innesto SS 18 (Paestum) - Policastro.

## Amministrazione

### Sindaci
| Periodo           | Periodo           | Primo cittadino     | Partito                                     | Carica                    | Note |
| ----------------- | ----------------- | ------------------- | ------------------------------------------- | ------------------------- | ---- |
| 6 giugno 1993     | 13 settembre 1995 | Carmine Guerra      | DC                                          | Sindaco                   |      |
| 13 settembre 1995 | 19 novembre 1995  | Anna De Luna        | -                                           | commissario straordinario |      |
| 19 novembre 1995  | 3 aprile 2005     | Paolo Messano       | centro-destra                               | Sindaco                   |      |
| 4 aprile 2005     | 31 maggio 2015    | Giuseppe Castellano | lista civica                                | Sindaco                   |      |
| 31 maggio 2015    | 20 settembre 2020 | Giuseppe Castellano | lista civica Insieme per Un Futuro Migliore | Sindaco                   |      |
| 21 settembre 2020 | in carica         | Luigi Guerra        | lista civica Crescere Insieme               | Sindaco                   |      |

### Altre informazioni amministrative
Il comune fa parte della Comunità montana Alento-Monte Stella e dell'Unione dei comuni Alto Cilento.
Le competenze in materia di difesa del suolo sono delegate dalla Campania all'Autorità di bacino regionale Sinistra Sele.